# Det sidste eventyr
Det sidste eventyr er en svensk dramafilm fra 1974 instrueret af Jan Halldoff. Filmen er baseret på Per Gunnar Evanders roman af samme navn fra 1973.

## Handling
Jimmy Mattsson, en kadet, bliver afskediget på grund af sin mærkelige opførsel. På arbejdet bliver han betragtet som sindssyg. Derhjemme domineres han af sin mor og forlovede. Det lykkes ham at få et midlertidigt job som biologilærer, flytte hjemmefra og leje et værelse. Her begynder han at flirte med en elev.

## Medvirkende (i udvalg)
- Göran Stangertz som Jimmy Mattsson
- Marianne Aminoff som Jimmys mor
- Ann Zacharias som Helfrid
- Tomas Bolme som doktor Davidsson
- Birger Malmsten som Florin
- Margit Carlqvist som Sally
- Nils Hallberg som Raymond
- Wallis Grahn som Katarina
- Janne "Loffe" Carlsson som radiostemme